# مهر (ایزد ایرانی)
مهر یا میترا از ایزدان یا فرشتگان آیین مزدیسنا است. مهر فرشتهٔ «پیمان» و «دوستی» است و نماد او خورشید است. مهر ایزدی است که وظایف بسیاری از ایزدان دیگر را به تنهایی عهده‌دار است.
قدیمی‌ترین معنای مهر که شاید بتوان گفت اولین کارکرد این ایزد نیز می‌باشد، پیمان است. وی ایزد جنگ است، ایزد روشنی و فروغ است، ایزد پیمان و نگهبان عهد و میثاق است، ایزد حافظ خانواده و شهر و کشور است، ایزد بخشندهٔ ثروت و نعمت است، ایزد پیروزی است، ایزد شهریاری و قدرت و تسلط است، ایزد داور اعمال در روز واپسین است، ایزد راستی و سخن و کلام راست و زیباست، ایزدی است که همه از شهریاران تا افراد عادی خلق به او پناه جویند. ماه مهر (ماه هفتم از سال خورشیدی) و روز مهر (روز شانزدهم هر ماه) به او پیوند یافته‌است. مهر یا میترا همچنین یکی از کهن‌ترین ایزدان مردمان هندوایرانی (آریایی) پیش از روزگار زرتشت است.

## نام
«مهر» واژه‌ای برگرفته از زبان پهلوی اشکانی است. «میترا» در زبان‌های سانسکریت و مادی «میتَر»، پارسی باستان میثَ، زبان اوستایی میثر، پهلوی ساسانی میتر و سغدی «میش» خوانده می‌شود و اگر میترا را واژه ای هندواروپایی فرض کنیم، قدمتش
تقریباً به ۳۵۰۰ پیش از میلاد مسیح می‌رسد.

### در ریگ ودا
مهر در قبل از جدایی از دو قوم هند و ایرانی یا اقوام آریایی به صورت‌ها و اشکال دیگری وجود داشته‌است و به همین علت است که انعکاس وجوه فرهنگی آنان پس از جدایی در دو ریگ ودا هندی و اوستایی نمود پیدا کرده‌است. مهر در کتاب ریگ ودا هندی به همراه خدایان دیگر مورد ستایش قرارگرفته است. در آن دوره هندی‌ها دو خدای بزرگ به نام میترا-وارونا داشتند. که این دو حاکم و قادر زمین و آسمان بودند: میترا - خدای روز و وارونا خدای شب در توصیفاتی که از آنها به عمل می‌آید، آنها فرمانروایان کیهان و خدایان پدیدآورنده نظم در جهان هستند. میترا-وارونا در ریگ ودا تظاهر هماهنگی دو خداوند بزرگ و قدرتمند است که در طول زمان صفات و کارایی‌های وارونا به تدریج به میترا منتقل می‌شود. ترکیب فوق در اوستا به صورت «میترا-اَهورَه» درآمد اما در اوستا اغلب صفات و کارایی میترا به اهوره و پس از آن به سروش منتقل می‌شود. در ریگ ودا معنی میترا «دوستی» و «محبت» است و مانند اوستا مهر، ایزد روشنایی و فروغ و نور است.

## ارتباط با خورشید
مهر با خورشید نزدیکی بسیاری دارد اما همانگونه که در اوستا نیز آمده مهر خدای خورشید نیست بلکه نور و پرتو آن است و وظیفهٔ بنیادینش هدیه نور و زندگی است. اسطوره حاکی از این است که این ایزد، پس از زادن برآن شد تا نیروی خود را بسنجد. از این روی، نخست با خورشید زورآزمایی کرد و در این کار، خورشید، تاب نیروی مهر را نیاورد و بر زمین افتاد. سپس مهر او را یاری داد تا برخیزد و دست راست خود را به سوی او دراز کرد و این دو ایزد با یکدیگر دست دادند. این نشان آن بود که خورشید با مهر بیعت کرد. سپس مهر تاجی بر سر خورشید نهاد و از آن پس دو یاران وفادار هم شدند. همچنین آمده‌است که مهر که از صخره زاده شده‌است، به جنگ خورشید رفت و پس از پیروزی برآن سوار بر گردونه خورشید که به صلیب شکسته مشهور شده‌است به آسمان رفت و از آن زمان این دو شخصیتی یگانه به‌شمار آمدند. پیوستگی این دو به گونه ای است که مهر، پرتو و انوار خورشید شده‌است. در ابتدا خورشید از مهر جدا بوده و با هم، پیمانی بر درستکاری و نظرات به عهد و پیمان داشته‌اند ولی به مرور زمان، خورشید خود نمادی از خود مهر و با آن در هم آمیخته شده، در تمامی تصاویر مربوط به مناسک مهری تشعشعات خورشید دیده می‌شود. با گذر زمان مهروخورشید یکی دانسته شد.

## زایش مهر
بر اساس باورهای ایرانیان باستان، مهر در شبه چله، انقلاب زمستانی یا طولانی ترین شب سال در تاریکترین غار از دل سنگ به دنیا امد، چوپانان اولین افرادی بودند که او را یافتند. نماد زایش مهر نور و امید و نوسازی طبیعت بود. مردم ایران از قدیم الایام تا به امروز شب چله یا انقلاب زمستانی را جشن می گیرند و منتظر طلوع خورشید می مانند. تولد مسیح در گاهشماری خورشیدی در همان شب است. 
ولی تاکنون هیچ مجسمه یا نقش برجسته‌ای از تولد مهر با مشخصات تولد میترا در میترائیسم، در ایران پیدا نشده، و تنها
نقش برجای مانده از مهر همان است که در تاق بستان کرمانشاه در صحنهٔ نقش‌برجسته تاج‌گذاری اردشیر دوم مشاهده می‌شود که مهر برسمی در دست دارد و تاجی از شعاع‌های نور بر سر گذاشته‌است و بر گل نیلوفر ایستاده‌است. عده‌ای بر این باورند که مادر میترا، آناهیتا در آب از تخمهٔ زرتشت بارور شده‌است. این نطفه درون نیلوفری در آب دریاچهٔ هامون نگهداری می‌شده‌است؛ شاید از اینروست که تصویر مهر را بر نیلوفر آبی نشان داده‌اند. بنا بر اساطیر ایرانی، گل نیلوفر آبی نماد نگهدارنده و حفظ کننده تخمه زرتشت برای روز موعود است و آناهیتا ایزد آبهاست که این تخمه را نگهداری می‌کند. به طوری که ایرانیان گل نیلوفر آبی را «گل ناهید» نیز می‌نامند. در روایات زرتشتی آمده‌است که «هووی» همسر زرتشت پس از نزدیکی با زرتشت خود را در دریاچه کیانسه می‌شوید و نطفه‌های زرتشت از طریق همسرش وارد آب می‌شوند و توسط ایزد نریوسنگ نطفه‌ها در اختیار ایزد بانو آناهیتا برای نگهداری قرار می‌گیرد تا در زمان مناسب با نطفه مادران فرزندان موعود زردشت (اوشیدر، اوشیدر ماه و سوشیانت) بیامی‌زد. جای نگهداری این نطفه‌ها همان آب کیانسه است که ۹۹۹۹۹ فروهر مقدس از آنها نگهداری می‌کنند. کیانسه همان دریاچه هامون امروزی است. داستان زایش و حیات مهر و آناهیتا به روایت مختلف گفته شده اما آنچه مسلم است پیوستگی این دو ایزد با آب و عناصر مرتبط با آب است که بسیار در هم تنیده و تفکیک آن دشوار است.
طبق اسطوره‌های ایرانی مهر از آذرخشی بر بلندای کوه البرز زاده می‌شود. تقدس کوه و غار در اغلب باورهای کهن وجود دارد. از این رو سنت ستایش مهر بر فراز کوه در غارهای طبیعی کوهستانی پدیدار شد. این سنت حتی در رم نیز به همان شکل شرقی خود، رواج یافت، به همین علت تا جایی که امکان داشت مراسم تشرف به آئین مهر، در غارهای طبیعی و در غیر این صورت در معابد غارگونه شبیه به غارهای طبیعی انجام می‌شد.

## زمان زایش مهر

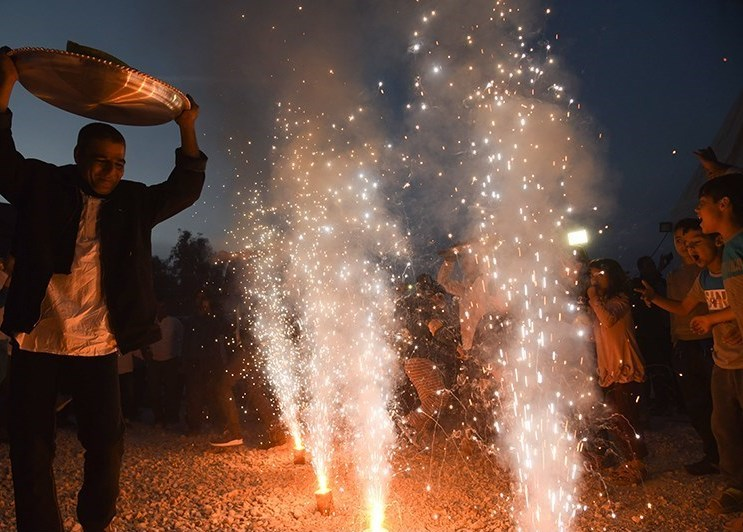
جشن یلدا

زمان زاییده شدن مهر یک حادثهٔ نجومی است که یک شب در سال رخ می‌دهد و آن شب یلداست که چندین هزاره در ایران سابقه دارد، ۳۰ آذر یا ۲۰ دسامبر کوتاه‌ترین روز و بلندترین شب را در طول سال دارد اما بلافاصله پس از آغاز دی، روزها به تدریج بلندتر و شبها کوتاه‌تر می‌شود، به این دلیل این شب را شب یلدا به معنی تولد خورشید شکست‌ناپذیر که همان ایزد مهر بود، نامیده‌اند. اگر به معنی یلدا دقت شود ارتباط آن با خورشید و ایزد مهر بهتر نمایان می‌شود؛ در برهان قاطع ذیل واژهٔ یلدا چنین آمده‌است: یلدا کلمه‌ای است سریانی به معنای «میلاد» عربی که شب اول زمستان و شب آخر پاییز است. شب یلدا پیوند استواری با مهر دارد، از این هنگام مهر بر تاریکی چیره می‌شود و روز رو به افزایش می‌رود.

## مهر در اوستا
در کیش زرتشت مهر ایزد نور و روشنایی است، و نگهبان پیمان می‌باشد که سوار بر گردونه خورشید گرد جهان می‌گردد. نام این ایزد در گات‌ها ذکر نشده‌است اما در یشت‌ها یک سرود برای مِهر آمده‌است. مهریشت نام دهمین یشت است و مضامین آن پس از فروردین‌یشت، بلندترین و قدیمی‌ترین بخش اوستا است. مهریشت منشور و ستایش نامه‌ای است که در مزدیسنا به یکی از بزرگترین خدایان ایران باستان که در هند ودایی نیز در جایگاه عالی و مهمی قرار داشت اهدا شده‌است. از مهریشت دو موضوع مهم به عنوان بنیان و پایه می‌توان استخراج نمود، اول راستی و دوم دلیری توصیفاتی که از مهر در مهریشت و سایر بخش‌های اوستا شده‌است بیشتر حول این دو محور قرار دارد و در بند ۲ مهریشت، اهورامزدا به سپنتمان زرتشت می‌گوید «مهر را شایسته و سزاور نیایش آفریدم کسی که به مهر دروغ گوید و پیمان شکند و شرط وفا نداند ویران کننده کشور و راستی است. ای سپنتمان تو نباید عهدی را که بستی بشکنی خواه با یک فرد دینسا، خواه با یک دیویسنا چرا که معاهده با هر که بسته شده درست و قابل احترام است.»

### ویژگی‌های مهر در اوستا
جایگاه منحصر به فرد ایزد مهر در مزدیسنا باعث شده‌است تا در کنار نام اهورامزدا و آناهیتا قرار گیرد.

#### مقام قضاوت و داوری پس از مرگ
ایزد مهر وظیفه داوری روان پس از مرگ را به عهده دارد، هنگام سوگند به او قسم می‌خورند، رسیدگی به دعواهای قضایی و امور حقوقی با حمایت او انجام می‌شد. در سنت زرتشتی، دادگاه روان پس از مرگ سه داور دارد که در راس آنها مهر قرار دارد و سروش و رَشن همکاران او می‌باشند.

#### اهدا کننده باران به زمین
در اوستا از مهر به آورنده باران یاد شده‌است. او آب‌ها را می‌افزاید و با باران گیاهان را می‌رویاند (اوستا ۳۶۷) قرار گرفتن نام مهر در کنار نام آناهیتا، سرچشمه همه آب‌های روی زمین و منبع باروری (یشت ۵) به اهمیت آب و باران اشاره دارد که دو ایزد بخاطر ارتباط با این امر مهم توانسته‌اند نامشان در کنار ایزد بزرگ هرمز قرار گیرد.

#### بصیرت و دانایی
قدرت بینایی مهر در اوستا آنچنان وسیع است که قادر است هر کسی را که دروغ بگوید ببیند. در کنار این ویژگی منحصر به فرد خردمندی نیز به شکوه این ایزد افزوده‌است. در اوستا بخشش مهر از روی خرد و آگاهی است. با این وصف مهر، پادشاه همه سرزمین‌ها محسوب می‌شود که قدرت اعطا و ستاندن شهریاری را به هر کسی دارد. مهر دهنده شکوه و عظمت به شاهان بود؛ لذا پس از اهورامزدا او بالاترین مقام را در دربار داشت.

#### مهروزی و مهربانی
در خورشید یشت به دوستی مهر بارها مورد ستایش قرار گرفته‌است. «مهر فراخ چراگاه، آن هزارگوش، ده هزار چشم را می‌ستایم. گرز مهر فراخ چراگاه را که به خوبی بر سر دیوان کوفته می‌شود می‌ستایم. بهترین دوستی را که در میان خورشید و ماه بر پاست. آورندگی باران، روشنایی و بخشندگی نیز جلوه ای دیگر از مهرورزی و مهربانی ایزد مهر است. اما این چهره مهربان در برابر پیمان‌شکنان به شدت خشمگین می‌شود، آنچنان که در اوستا آمده‌است: سپس آنگاه مهر فراخ چراگاه آنان را به خاک افکند: پنجاه‌ها، صدها صدها هزاراها، هزارها ده هزارها، ده هزارها صد هزارها، از آن روی که مهر فراخ چراگاه خشمگین است.»

#### جنگاور و فاتح
در سراسر مهریشت سخن از بزرگی و جنگ جویی مهر است و این ویژگی‌های او سبب می‌شده‌است که مردم او را دوست بدارند. به‌طور مثال در زمان اشکانیان، به دلیل روحیه جنگجویی این خاندان، با مهر سازگاری داشته‌اند. مهر ایزد مخصوص مبارزان و جنگاوران است و یکی از القاب ویژه او فاتح و شکست‌ناپذیر می‌باشد.

#### پاسداری از پیمان و عهد
برجسته‌ترین ویژگی ایزد مهر در این مبحث پاسداری از پیمان است، زیرا در آیین مهری هر پیمانی که بسته می‌شود محترم است. در مهریشت از زمان اهورامزدا به زرتشت فرمان به پاسداری از پیمان بسته شده صادر گردیده و شکستن پیمان به هیچ بهانه‌ای جایز نیست. مهر از سوی دیگر دشمن با پیمان‌شکنان است و در این راه تا آن میزان با آنها مبارزه می‌کند که آنها را از میان بردارد. «اگر خانه خدا یا دهخدا یا شهربان یا شهریار مهردروج باشد، مهر خشمگین آزرده، خانه و ده و شهر و کشور و بزرگان خانواده و سران روستا و سروران شهر و شهریاران کشور را تباه کند» (اوستا، مهریشت، بند ۱۷)

#### صیانت و نگهبانی از آفرینش
نگهبانی از همه آفریدگان از وظایف مهر شمرده شده‌است که توسط اهورامزدا به عهده وی نهاده تا با کمک از خرد و آگاهی‌اش، نگهبان آفرینش باشد.

#### بخشنده نعمت و برکت
مهر با پیروانش پیمان بسته‌است که به آنان نعمت و برکت بخشد. این ویژگی بر باورهای مردمی اثر گذاشته‌است که ستایش این ایزد سبب کسب ثروت و نعمت فراوان و فرزندان برومند می‌شود.

#### آورنده روشنایی و روز

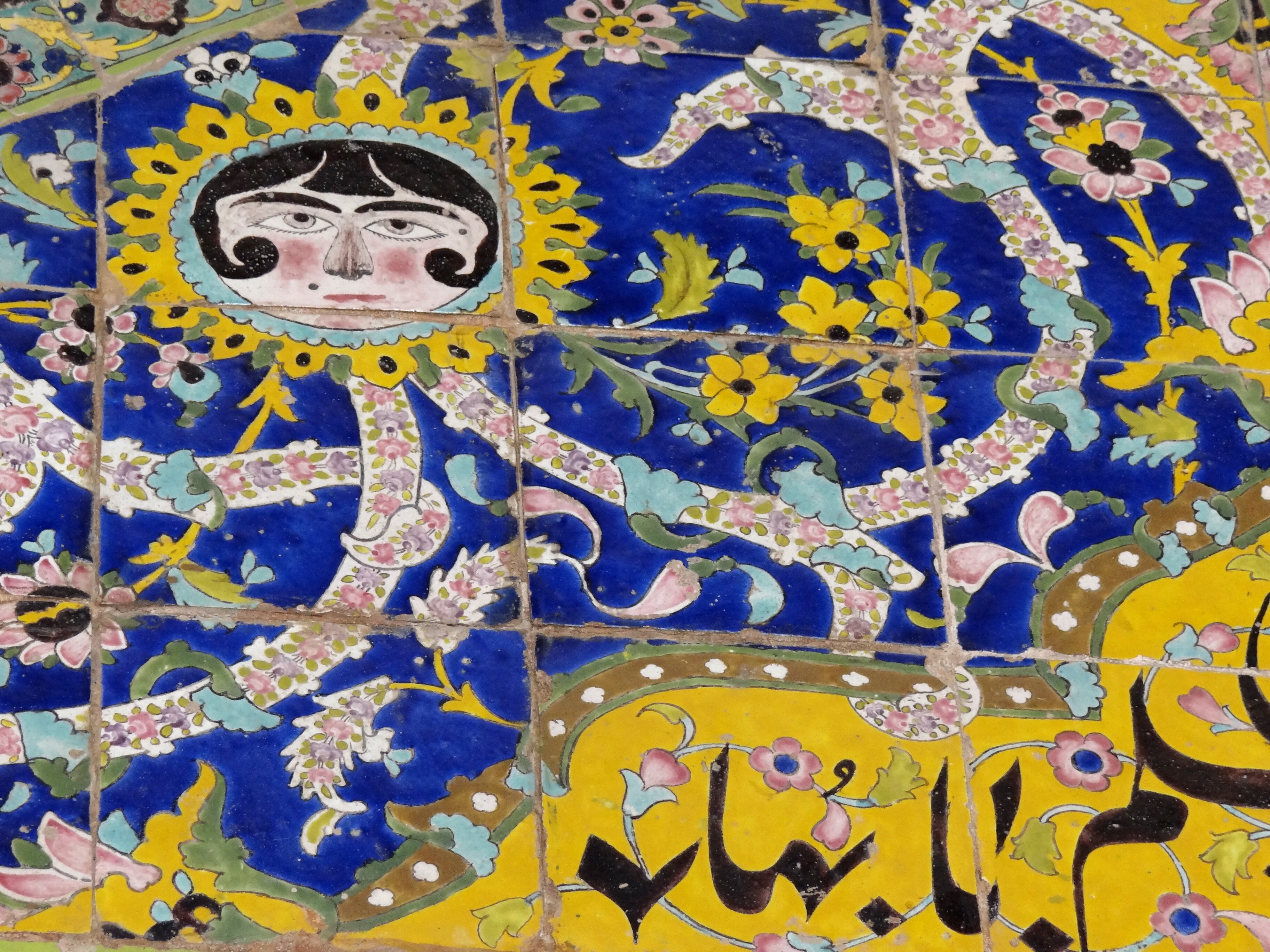
کاشی کاری با تصویر مهر - کاخ عالی‌ قاپو اصفهان

در اوستا، مهر حامل نور آسمانی است. او قبل از طلوع خورشید روی قله های سنگی کوه ها ظاهر می شود. در طول روز او با گردونه‌ی خود که توسط چهار اسب سفید کشیده می شود، آسمان پهناور را طی می کند، و هنگامی که شب فرا می رسد، همچنان با درخشش سوسوزن (ستارگان) سطح زمین را روشن می کند. علاوه بر این در نوشته‌های پهلوی، اهورامزدا، مهر را بر فراز کوه البرز سکونت داده‌است. در اوستا نیز به سکونت مهر در کوه البرز اشاره دارد و از همان جاست که روشنی روز را به ارمغان می‌آورد.

#### شهریاری
یکی از مهمترین ویژگی‌ها ایزد مهر در آیین زرتشت، اعطای شهریاری است؛ یعنی مهر می‌تواند این شهریاری و عظمت را به هر کس که بخواهد ببخشد یا بازپس گیرد چرا که او شهریار همه سرزمین‌ها و فرهمندترین آفریدگار اهورامزدا است.